# MR 31
La MR 31 (abréviation de « munition radiologique 31 ») est une ancienne ogive nucléaire de fabrication française, utilisée dans les missiles balistiques stratégiques mis en œuvre par le 1er Groupement de missiles stratégiques au sein de la base aérienne 200.

## Description
Cette arme à fission au plutonium a une puissance de 130 kilotonnes.

## Utilisation et retrait du service
Le premier essai a lieu sous ballon au-dessus de l’atoll de Moruroa, le 11 septembre 1966.
Elle est mise en service le 2 août 1971 avec les missiles balistiques S2, qui embarquent une unique ogive.
Il y avait 18 ogives MR 31 actives avant leur remplacement en 1978 par la TN 61 (en), installée sur le missile S3, et plus aucune en 1983, date à laquelle elle a été retirée du service actif.